# Arboa integrifolia
Arboa integrifolia är en passionsblomsväxtart som först beskrevs av Claverie, och fick sitt nu gällande namn av Mats Thulin och Razafim.. Arboa integrifolia ingår i släktet Arboa och familjen passionsblomsväxter. Inga underarter finns listade i Catalogue of Life.